# Synothele parifusca
Synothele parifusca är en spindelart som först beskrevs av Main 1954.  Synothele parifusca ingår i släktet Synothele och familjen Barychelidae.
Artens utbredningsområde är Western Australia. Inga underarter finns listade i Catalogue of Life.